# Pierre de Maere
Pierre de Maere, nascut el 24 de maig del 2001 a Uccle (Brussel·les-Capital) és un cantautor belga.
El seu senzill Un jour, je marierai un ange va assolir el top 5 de l'Ultratop 50 Singles francòfon i el top 10 de la classificació nacional francesa el 2022, obtenint un disc de diamant del SNEP el 2023.
Després de guanyar el premi a la Revelació belga de l'any als NRJ Music Awards el 2022, va rebre una Victoire de la Musique el 2023 en la categoria de la Revelació masculina de l'any.

## Biografia

### Infància i família
Pierre de Maere d'Aertrycke va néixer a Uccle el 24 de maig del 2001, fill de Joël de Maere d'Aertrycke, assessor fiscal, i Juliette Blanchart, arquitecta. Es va traslladar als deu anys a una granja situada al municipi de Walhain, al Brabant Való.
Té una germana, Éloïse i un germà gran, Xavier de Maere, que és enginyer de so i amb qui col·labora estretament.
Entre els deu i els tretze anys · , compon cançons amb un iPod touch utilitzant el programari GarageBand. Autodidacta, no ha pres mai classes de cant ni de solfeig, toca el piano i només ha seguit algunes classes de bateria. El seu pare li va fer descobrir Supertramp, Elton John i Pink Floyd.
Es va interessar per la fotografia als quinze anys, allunyant-se una mica de la música per dedicar-s'hi. Als divuit anys, es va matricular a classes de fotografia a l'Acadèmia Reial de Belles Arts d'Anvers però, considerant l'experiència com un fracàs, només hi va estar un any, publicant algunes fotos a GQ durant aquest període, i després va tornar a la creació musical.

### Vida amorosa
En una entrevista, va afirmar que sabia que era gai des dels 13 anys i que això va suposar un repte, especialment en un entorn escolar conservador. Va expressar que veure figures com Lady Gaga, Yves Saint-Laurent i Freddie Mercury li va donar confiança en ell mateix, considerant que "tots els genis eren gais". Afirmà que l'acceptació del seu entorn, especialment la seva família, va ser fonamental en el seu camí.

## Discografia
| Judas           | 2019 |
| Potins absurdes | 2020 |
| Menteur         | 2021 |
| Un jour, je     | 2022 |
| Regarde-moi     | 2023 |